# Lomas del Suspiro
Lomas del Suspiro är en ort i Mexiko.   Den ligger i kommunen León och delstaten Guanajuato, i den centrala delen av landet, 300 km nordväst om huvudstaden Mexico City. Lomas del Suspiro ligger 1 814 meter över havet och antalet invånare är 343.
Terrängen runt Lomas del Suspiro är en högslätt. Runt Lomas del Suspiro är det tätbefolkat, med 257 invånare per kvadratkilometer. Närmaste större samhälle är León de los Aldama, 17,0 km nordväst om Lomas del Suspiro. Trakten runt Lomas del Suspiro består till största delen av jordbruksmark.